# جيل رييس (مدرب كرة سلة)
جيل رييس (بالإنجليزية: Gil Reyes)‏ هو مدرب كرة سلة أمريكي، ولد في 1952.